# The Green Valley EP
O The Green Valley EP foi o primeiro lançamento da banda paulista Holger. Gravado e produzido em julho de 2008, por Sérgio Ugeda e Eduardo Ramos, o disco apresenta seis músicas. Na época a banda contava com Eduardo Haddad, guitarrista e compositor, que saiu do grupo no início das gravações. O Ep foi lançado em outubro de 2008. 
Com influencias do indie rock e da música folk, o Green Valley chamou a atenção da critica e do público, colocando a banda como uma das novas promessas da cena alternativa do Brasil. Com esse lançamento, o Holger passou a frequentar o line up de importantes festivais nacionais e internacionais, como o Goiania Noise e o South by Southwest, no EUA e o Pop Montreal, no Canadá.

## Faixas
1."Nelson" (3:44)
2."The Auction" (4:52)
3."Happily Ever After" (3:43)
4."War"(3:33)
5."Brand New T-Shirt" (3:33)
6."Surfing" (4:50)